# Crenicichla britskii
Crenicichla britskii är en fiskart som beskrevs av Kullander 1982. Crenicichla britskii ingår i släktet Crenicichla och familjen Cichlidae. Inga underarter finns listade i Catalogue of Life.